# Shin Seung-chan
Shin Seung-chan, född den 6 december 1994 i Norra Jeolla, är en sydkoreansk badmintonspelare.
Hon tog OS-brons i damdubbel i samband med de olympiska badmintonturneringarna 2016 i Rio de Janeiro..